# Kungstorp, Nynäshamns kommun
Kungstorp är en gård i Sorunda socken i Nynäshamns kommun. Gården är belägen i kommunens nordligaste del ungefär fem kilometer väster om Tungelsta.
Gårdstomten ligger på en lövträdsbevuxen kulle mellan Norrgården i väster och Apeltorp i öster omgiven av åkrar med en slingrande å som markerar dalgångens sträckning. På kullens lägre västra delen är ekonomibyggnader uppförda, mangårdsbyggnad samt arbetarbostad är belägna på den östra högre delen av kullen.
Marken består av typisk Södertörnterräng med bergshöjder och mellanliggande dalar, ett varierat skogs och åkerlandskap.
Gården är i privat ägo av samma familj sedan 1889, på gården bedrivs jord- och skogsbruk.

## Historik
Gårdens namn förekommer första gången 1613, där den då benämns som ett krononybygge med namnet Konungstorp. Kungstorp liksom många andra gårdar i Norra Sorunda ligger i ett område som på 1600-talet var kronoallmänningen Hanveden eller tuppskogen som det också kallades.
1628 behövde Gustav II Adolf finansiera sina krig, Peder Nilsson Gyllenax lånade ut till kungen och fick Stora Lunby och Kungstorp som skatteheman vilket omfattade 1¼ mantal. Peder Nilsson Gyllenax ägde även Riksten, Runsten, Hummeltorp, Lövtorp och Västerby under denna tid. På sommaren jagade Drottning Kristina på markerna vid Stora Lundby och Kungstorp.
Genom åren har Kungstorp bytt ägare flera gånger, men den som brukat jorden och skogen är till största del okänd. Men viss information om hur livet på gården har varit kan vi ändå få genom lokal litteratur. Vargjakt, skogsbränder, kalla vintrar, gräns tvister och ek träds produktion är framträdande.
1889 förvärvade nämndeman Lars Olof Anderson med familj Kungstorp, hålsjöskogen och nyängen, familjen ägde då redan Apeltorp och Lilla Hållsätra. Kungstorp utvecklades och blev inom ett par decennium en modern stor gård med både traktorer och sedan elektricitet. Under 1900-talet hade gården flera drängar anställda i perioder för att sköta skog och jord bruk. Även Ivar Lo-Johansson fick hjälpa till när han under ett besök målade ladugården.  
Ägarlängd

- 1613–1632 Kung Gustav II Adolf
- 1632–1643 Drottning Kristina
- 1643–1647 Peder Nilsson Gyllenax
- 1647–1647 Peder Pedersson,
- 1647–1649 Peder Larsson & Lars Larsson,
- 1649–1654 Peder Larsson & Staffan Larsson,
- 1654–1657 Staffan Larsson,
- 1657–1657 Jakob Lilliehöök af Fårdala,
- 1657–1674 Britta Cruus af Gudhem
- 1674–1683 Gustaf Horn af Marienborg,
- 1683–1696 Jakobina Catharina Lilliehöök,
- 1696–1706 Christina Gustaviana Horn af Marienborg,
- 1706–1728 Carl Julius Lewenhaupt,
- 1728–1735 Georg Bernhard von Scheven,
- 1735–1735 Kapten Christoffer Fredrik von Scheven,
- 1735–1776 Maria Kristina Gyllenram,
- 1776–1797 överste Lars Ernst Weidenhjelm,
- 1797–1820 direktör Sven Göransson,
- 1820–1826 Maria Margareta Bahrman,
- 1826–1835 Göran Fredrik Göransson,
- 1835–1837 bruks inspektorn Johan Jacob Ekenberg,
- 1837–1854 baron Bror Per Brändström,
- 1854–1882 patron Rudolf Henric Isoz,
- 1882–1883 regementsstallmästaren Bernhard Wilhelm Lundin,
- 1883–1885 ingenjör Johan Jacob Hallström,
- 1885–1886 byggmästare Sven Nilsson,
- 1886–1887 Henrik Husberg Söderhielm,
- 1887–1888 Axel Andersson,
- 1888–1889 byggmästare Thorsten Alm
- 1889- nämndeman Lars Olof Andersson med familj

Stora Lundby ner till vänster och Kungstorp upp till höger.

## Byggnader
Människor har bott på marken i flera tusen år, det finns stengrunder, kolmilor och forntidslämningar. Ovanligt många fynd från stenåldern har hittats i Sorunda, gamla boplatser daterade till 2000 f.kr finns till exempel på granngården Pipartorp.
Dagens bebyggelsen är placerade i vad som kan kategoriseras som östsvensk gårdstyp med mangårdsbyggnad och ekonomibyggnader separerade på gårdstomten. En tidigare enkelstuga var placerad framför mangårdsbyggnaden men togs troligen bort i samband med att den nya byggnaden stod klar.   
Ekonomibyggnaderna är uppförda 1892–1922 och mangårdsbyggnaden 1895. Tidigare låg det en ramsåg vid Apeltorps vattenfall, den revs 1919 merparten av virket kommer troligen från den egna skogen.  
Mangårdsbyggnaden uppfördes ursprungligen med flera lägenheter men har byggts om 1936 och 1965. I kullens nordöstliga hörn där spår efter gamla stengrunder finns växer gårdens vårdträd, en lind planterad 1892.   